# Walthourville
Walthourville é uma cidade localizada no estado americano de Geórgia, no Condado de Liberty.

## Demografia
Segundo o censo americano de 2000, a sua população era de 4030 habitantes.
Em 2006, foi estimada uma população de 3778, um decréscimo de 252 (-6.3%).

## Geografia
De acordo com o United States Census Bureau tem uma área de 9,8 km², dos quais 9,8 km² cobertos por terra e 0,0 km² cobertos por água. Walthourville localiza-se a aproximadamente 27 m acima do nível do mar.

## Localidades na vizinhança
O diagrama seguinte representa as localidades num raio de 16 km ao redor de Walthourville.